# 파울루 세르지우 올리베이라 다 시우바
파울루 세르지우 올리베이라 다 시우바(Paulo Sérgio Oliveira da Silva, 1974년 10월 19일 ~ 2004년 10월 27일)는 브라질의 전 축구 수비수였다. 세르지뉴(Serginho)라고도 알려져 있다.
1995년 브라질의 CA 파트로시넨시에서 데뷔했으며, 이후 소시알 FC, 데몬크라차 FC, 모지미림 EC, 이파칭가 FC, AE 아라사추바 등을 거쳐 1999년 AD 상카에타누로 이적해 2004년 팀의 리그 우승에 공헌하였다.
2004년 10월 27일 상파울루 FC와의 리그 경기 도중 갑작스러운 심장마비로 의식을 잃어 병원에 옮겨졌으나, 결국 4시간 뒤 사망했다. 부검 결과 심장이 정상인보다 두 배 이상인 600 그램으로 부풀어 있었으며, 일부 선수들에 의해 1주일에 2번 또는 3번 경기를 갖는 빽빽한 리그 스케줄 문제가 지적되었다. 또한 사건을 수사하던 경찰 측은 세르지뉴가 심장에 이상이 있다는 사실을 알았음에도 소속팀인 AD 상카에타누의 구단주와 팀 닥터가 무리한 출전을 강행시켰다고 판단하여 살인 혐의를 적용하였으며, 소속팀인 AD 상카에타누는 벌점 24점의 중징계를 맞았다.
사망 이후 시신은 프로 무대에 데뷔했을 당시의 소속팀인 CA 파트로시넨시의 연고지인 코로네우 파브리시아누에 매장되었다.